# Spring Airlines

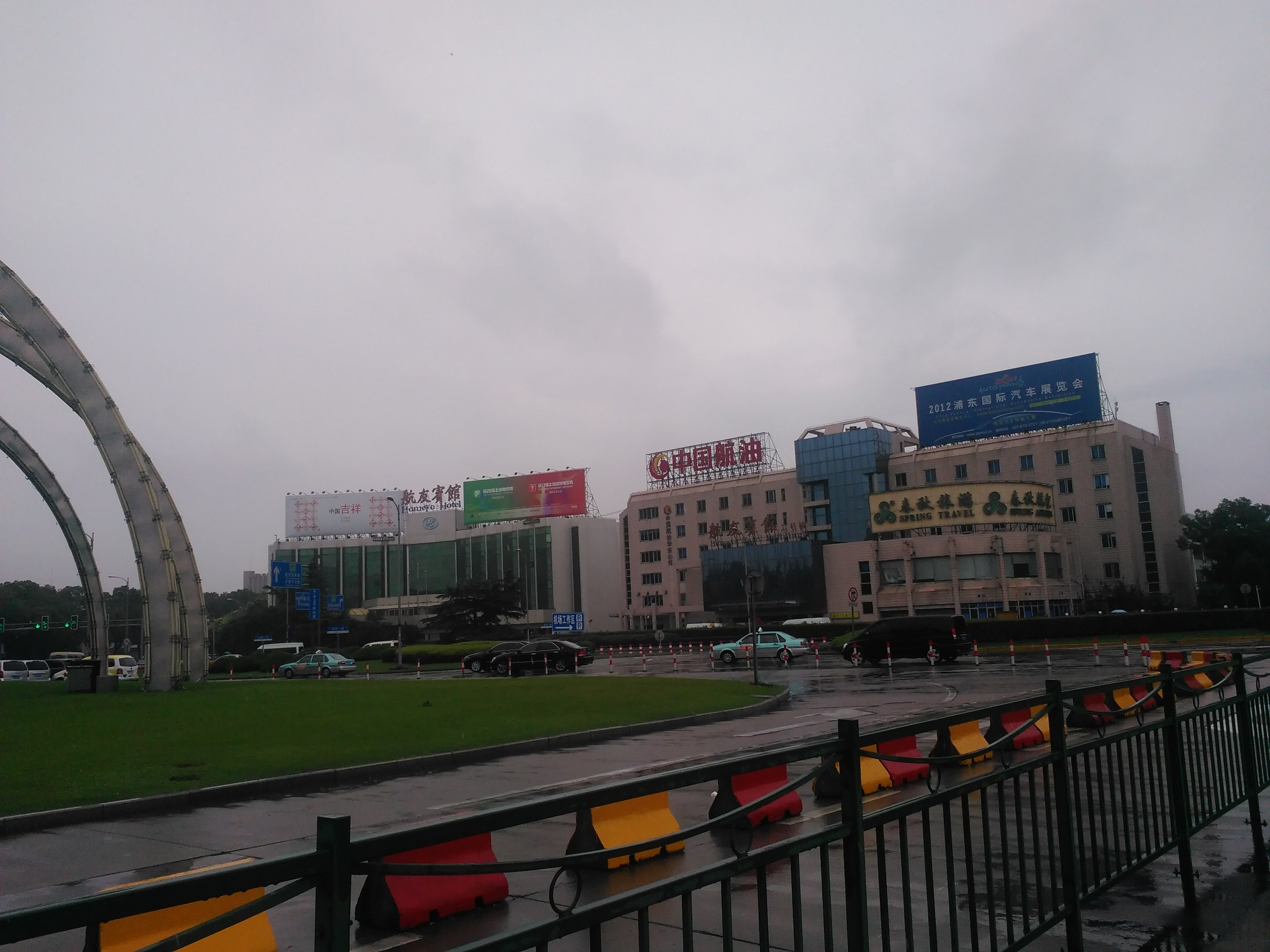
Штаб-квартира авиакомпании в международном аэропорту Шанхай Хунцяо

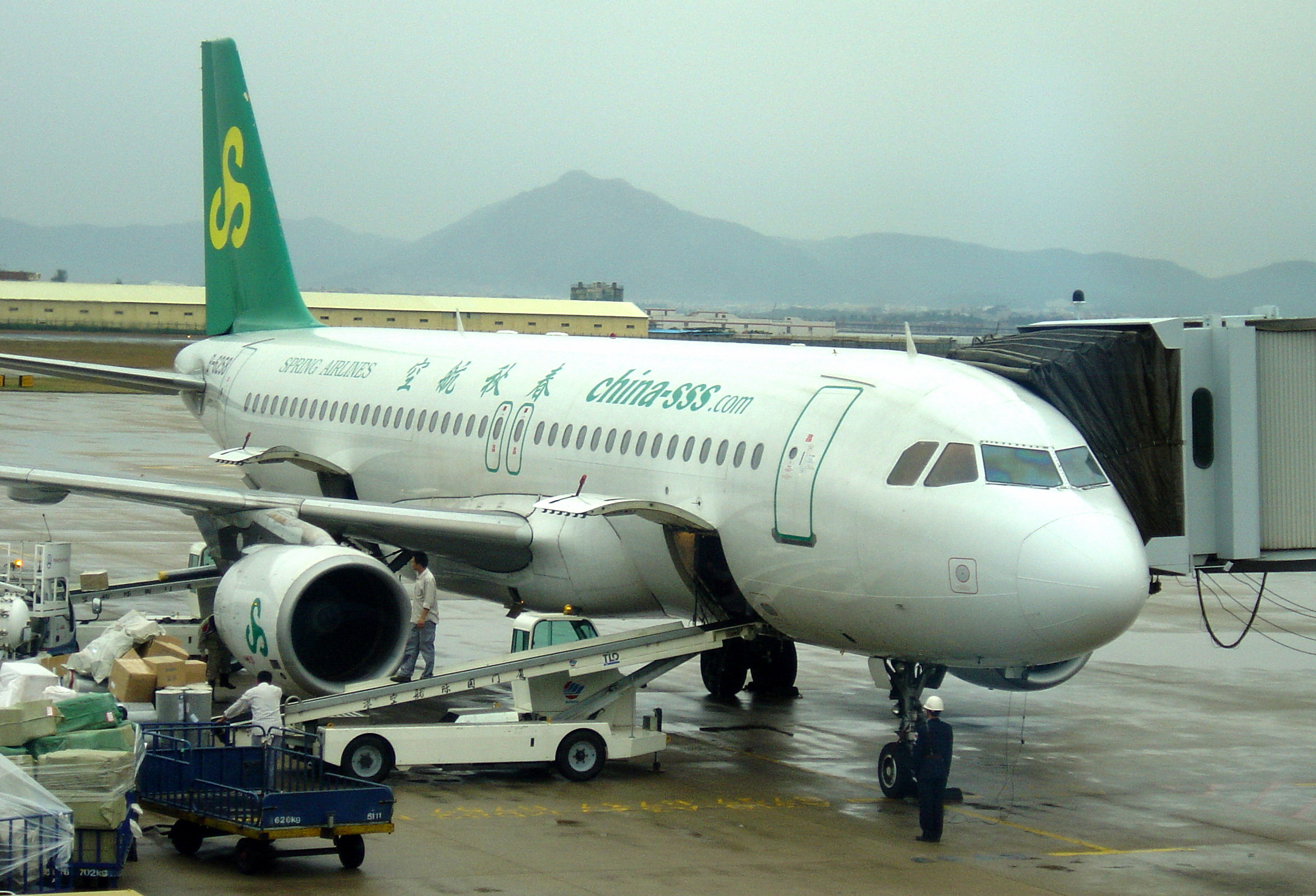
Airbus A320-200 авиакомпании Spring Airlines

Spring Airlines (кит. 春秋航空), — китайская бюджетная авиакомпания со штаб-квартирой в Шанхае (КНР), работающая в сфере регулярных пассажирских перевозок по внутренним и международным маршрутам
Портом приписки перевозчика и его главным транзитным узлом (хабом) является международный аэропорт Шанхай Хунцяо, в качестве второго главного хаба используется международный аэропорт Шанхай Пудун.

## История
Авиакомпания была основана 26 мая 2004 года в качестве дочернего предприятия туристического холдинга «Shanghai Spring International Travel Service». Свой первый самолёт Airbus A320, ранее принадлежавший Lotus Air, компания получила 12 июля следующего года. Spring Airlines начала операционную деятельность 18 июля 2005 года с выполнения своего первого регулярного рейса между Шанхаем и Яньтаем.
В целях сохранения низких операционных издержек авиакомпания с самого начала реализовывала билеты только на своём официальном сайте и без привлечения посредников, в частности туристических агентств. Сервис на борту не предполагает бесплатные закуски и напитки, пассажиры могут приобрести их в полёте за отдельную плату. В декабре 2006 года Spring Airlines устроила распродажу билетов по цене 1 юань, однако это привело к проблемам с государственными надзорными органами.
В июле 2009 года Главное управление гражданской авиации Китая выдало Spring Airlines разрешение на осуществление регулярных пассажирских перевозок на международных маршрутах, тем самым перевозчик стал первой бюджетной авиакомпанией в КНР, имеющей разрешение на регулярные полёты за рубеж. В планах Spring Airlines организация ближнемагистральных международных рейсов в Гонконг, Макао, Россию и Южную Корею.
29 июля 2010 года авиакомпания открыла свой первый регулярный международный маршрут из Шанхая в Ибараки, который расположен в 80 километрах к северо-востоку от Токио. Два месяца спустя, 28 сентября Spring Airlines объявила о выполнении первого регулярного рейса в Гонконг, самолёт при этом был загружен полностью. 8 апреля 2011 года перевозчик запустил маршрут в Макао.
В 2011 году Spring Airlines первой из китайских перевозчиков объявила о планах по созданию дочерней авиакомпании в Японии. Вследствие ограничений японского законодательства Spring Airlines могла быть только миноритарным владельцем совместного предприятия, поэтому следующий год был потрачен на поиск партнёра из числа японских бизнесменов. Компанию планировалось запустить осенью 2013 года, однако Spring Airlines Japan начала операционную деятельность только 1 августа 2014 года.
25 апреля 2014 года авиакомпания открыла регулярный маршрут в сингапурский аэропорт Чанги.
28 июля 2014 года Spring Airlines сняла двух пассажиров, заражённых вирусом иммунодефицита человека, с рейса Шанхай-Шицзячжуан, мотивировав свой запрет внутренними правилами авиакомпании. Пострадавшие возбудили юридическое преследование перевозчика и потребовали компенсацию, все их требования были удовлетворены судебной инстанцией.
С 2015 года акции компании торгуются на Шанхайской фондовой бирже.
В 2015 году компания объявила о проекте строительства гостиницы на 250—300 номеров рядом с международным аэропортом Тюбу (Нагоя, Япония).
Логотип Spring Airlines содержит стилизованное изображение тройной спирали или трискелиона.

## Маршрутная сеть
В феврале 2016 года маршрутная сеть регулярных перевозок авиакомпании Spring Airlines охватывала следующие пункты назначения
|  | хаб                  |
|  | основное направление |
|  | будущий маршрут      |
|  | сезонный маршрут     |
|  | прекращённый маршрут |

## Флот
В июле 2021 года воздушный флот авиакомпании Spring Airlines составляли следующие самолёты:
| Тип самолёта   | В эксплуатации | Заказано | Пассажирских мест |
| Airbus A320    | 80             | 8        | 174/180/186       |
| Airbus A320neo | 20             | 45       | 186               |
| Airbus A321neo | 8              | 15       | 240               |
| Всего:         | 108            | 68       |                   |

## Авиапроисшествия и инциденты
- 6 июня 2014. Самолёт Airbus A320-200 (регистрационный B-6851), выполнявший регулярный рейс 8945 из аэропорта Хуайянь Ляньшуай в международный аэропорт Сямынь Гаоци, при посадке в аэропорту назначения в условиях плохих метеоусловий (сильный порывистый ветер, сдвиги ветра) ударил хвостовой частью полотно взлётно-посадочной полосы. О пострадавших в результате инцидента не сообщалось. Самолёт получил значительные повреждения[17].